# Jean-Noël Ferrari
Jean-Noël Ferrari (Nizza, 7 settembre 1974) è uno schermidore francese, vincitore di una medaglia d'oro nella scherma ai XXVII Giochi Olimpici Sydney 2000.
È inoltre figlio di Walter Ferrari, ex sindaco di Seborga e primo ministro e ministro degli Esteri dell'omonima micronazione non riconosciuta fino al 12 dicembre 2009, giorno della sua morte.

## Palmarès
In carriera ha conseguito i seguenti risultati:
- Giochi olimpici

Sydney 2000: oro nel fioretto a squadre.
- Mondiali di scherma

Seul 1999: oro nel fioretto a squadre.
Nimes 2001: oro nel fioretto a squadre.
Lisbona 2002: argento nel fioretto a squadre.
- Europei di scherma

Danzica 1997: bronzo nel fioretto individuale.
Bourges 2003: oro nel fioretto a squadre e bronzo nel fioretto individuale.
- Giochi del Mediterraneo

Almeria 2005: bronzo nel fioretto individuale.